# الفتح الرباني من فتاوى الإمام الشوكاني
الفتح الرباني من فتاوى الإمام الشوكاني كتاب من تأليف محمد الشوكاني (1173 هـ، 1759 - 1250 هـ، 1834). الكتاب هو موسوعة من المسائل والأجوبة التي جاوب عنها الشوكاني في فترة حياته، وشملت مناحي علوم الدين من الحديث النبوي والتفسير القرآني والفقه والأصول واللغة العربية. حقق الكتاب أبو مصعب محمد صبحي بن حسن حلاق، ويقع في 12 مجلد ويحوي على 6.373 صفحة وقد تضمنت 214 مسألة. انتهى الشوكاني من جمع وترتيب الكتاب في شهر جمادى الأولى 1224 هـ كما ذكر في مقدمة المجلد الثاني. يقول الشوكاني في مقدمة المجلد الثاني:
| الفتح الرباني من فتاوى الإمام الشوكاني | هذا أحد المجلدات التي سميته الفتح الرباني من فتاوى الإمام الشوكاني والمجلد الآخر مثله جمعت فيهما الرسائل والجوابات التي حررتها وهذا المجلد فيما يختص بما هو على أبواب الفقه وفيه بعض تقديم وتأخير على ما يقتضيه الترتيب على الأبواب لعل ذلك من خلط المجلد والمجلد الآخر فيما لا يختص بذلك وقد كنت بيضت مجلدًا كبيرًا قدمت فيه مسائل الفقه على أبواباه ثم غيرها بعدها وحدث بعد جمعه مسائل كثيرة ورسائل جمة قد اشتمل عليها هذا المجلد والذي بعده وثم مسائل ورسائل تفرقت وذهبت بها أيدي الضياع وقد يعود بعضها إن شاء الله وقد يحدث بعد هذه غيرها إذا بقي في العمر سعة وفي الأجل مهلة وربما يعين الله على ترتيب هذه الفتاوى بالجمع بين هذا المجلد والمجلد الذي بعده والمجلد الذي قد بيضته وقد أعان الله على جمع مجلد رابع مما حدق بعد هذا التاريخ، ثم أعان سبحانه على مجلد خامس وتقدم مسائل الفقه على أبوابه، ثم مسائل التفسير، ثم الحديث، ثم الأصول، ثم علوم العربية وما يلتحق به | الفتح الرباني من فتاوى الإمام الشوكاني |